# Таласский кантон
Таласский кантон — административно-территориальная единица Киргизской АССР, существовавшая в 1926—1930 годах. Центр — село Дмитриевское (Талас).
В кантон входили 5 волостей:
- Александровская. 7 сельсоветов, 10 населённых пунктов, 8246 жит.
- Дмитриевская. 10 сельсоветов, 11 населённых пунктов, 7412 жит.
- Коройская. 2 сельсовета, 69 населённых пунктов, 10 716 жит.
- Рыковская. 4 сельсовета, 95 населённых пунктов, 18 907 жит.
- Таласская. 5 сельсоветов, 169 населённых пунктов, 27 140 жит.

По данным на 1926 год население кантона — 72,7 тыс. чел. (киргизы 55,2 тыс., украинцы 7,8 тыс., русские 4,3 тыс., немцы 3,0 тыс., узбеки 1,2 тыс.)